# 手塚圭子
手塚 圭子（てづか けいこ）はTBCグループ株式会社取締役シニアアドバイザー。第9回1977年度ミス日本グランプリ。

## 来歴
静岡県静岡市出身。東京大学医学部保健学科在学中に、第9回1977年度ミス日本グランプリ受賞。卒業後、1986年TBCグループ(株)に入社。1993年10月に東京大学で保健学博士（論文の題は「健常女性における医療用弾力性ストッキング着用の血圧および立位負荷試験に与える影響」）、1997年3月に北里大学で医学博士（論文の題は「Electrolysis on rat vibrissae: A study on the optimum duration of curret flow and histological changes in the follicles(ラット頬髭における電気脱毛: 適正通電時間と毛包の組織学的変化の検討)」を取得。1999年にTBC総合研究所所長、2010年にTBCグループ(株)代表取締役に就任。日本エステティック業協会 副理事長、日本スキン・エステティック協会 理事、日本美容電気脱毛協会 理事長、米国電気脱毛協会 理事など数多くの美容関連団体の役員を務める。日本抗加齢医学会 指導士、またミス日本コンテスト審査員も務める。

## 主な著書
- 「美人のつくり方」
- 「キレイのきほん」他多数